# Mark-E
Die Mark-E Aktiengesellschaft ist ein regionales Energieversorgungsunternehmen in Nordrhein-Westfalen, mit Sitz in Hagen. Das Unternehmen entstand am 1. Januar 2002 aus dem Zusammenschluss der Elektromark und der Stadtwerke Hagen. Der Namensbestandteil „Mark“ bezieht sich jeweils auf die historische Grafschaft Mark.

## Unternehmensstruktur

### Anteilseigner
Die Mark-E ist eine 100%ige Tochter der Enervie. Deren Aktionäre sind wiederum
- Stadt Hagen (42,66 %),
- Stadt Lüdenscheid (24,12 %),
- Remondis (19,06 %).

Die restlichen Anteile (14,16 %) verteilen sich auf die Städte Altena, Plettenberg, Halver, Schwerte, Kierspe, Herdecke und die Gemeinden Schalksmühle und Herscheid.

### Beteiligungen
Am 1. Januar 2007 gründeten die Mark-E und die Stadtwerke Lüdenscheid als gemeinsame Holding-Gesellschaft die Südwestfalen Energie und Wasser AG, die seit dem 1. Februar 2010 unter der Marke ENERVIE auftritt. Durch diesen Zusammenschluss sollen die Kunden im Märkischen Kreis weiterhin von ihrem regionalen Energieversorger versorgt werden.
Unter dem Namen Kommunales Elektrizitätswerk Mark AG, Hagen, beteiligte sich die Firma im Jahr 1968 mit einem Anteil von 26 % am Kernkraftwerk THTR-300, der im Jahr 1988 stillgelegt wurde.

## Geschäftsfeld
Die Mark-E liefert jährlich rund 4,5 Milliarden kWh Strom an rund 400.000 Privat-, Geschäfts- und Industriekunden sowie Energiehandelspartner vor allem im Märkischen Kreis sowie in den Städten Hagen und Herdecke. Größter Einzelkunde ist das Papierwerk der Stora Enso in Hagen-Kabel. In der Stadt Hagen ist das Unternehmen auch für die Wärme-, Gas- und Wasserversorgung zuständig.

## Kraftwerke

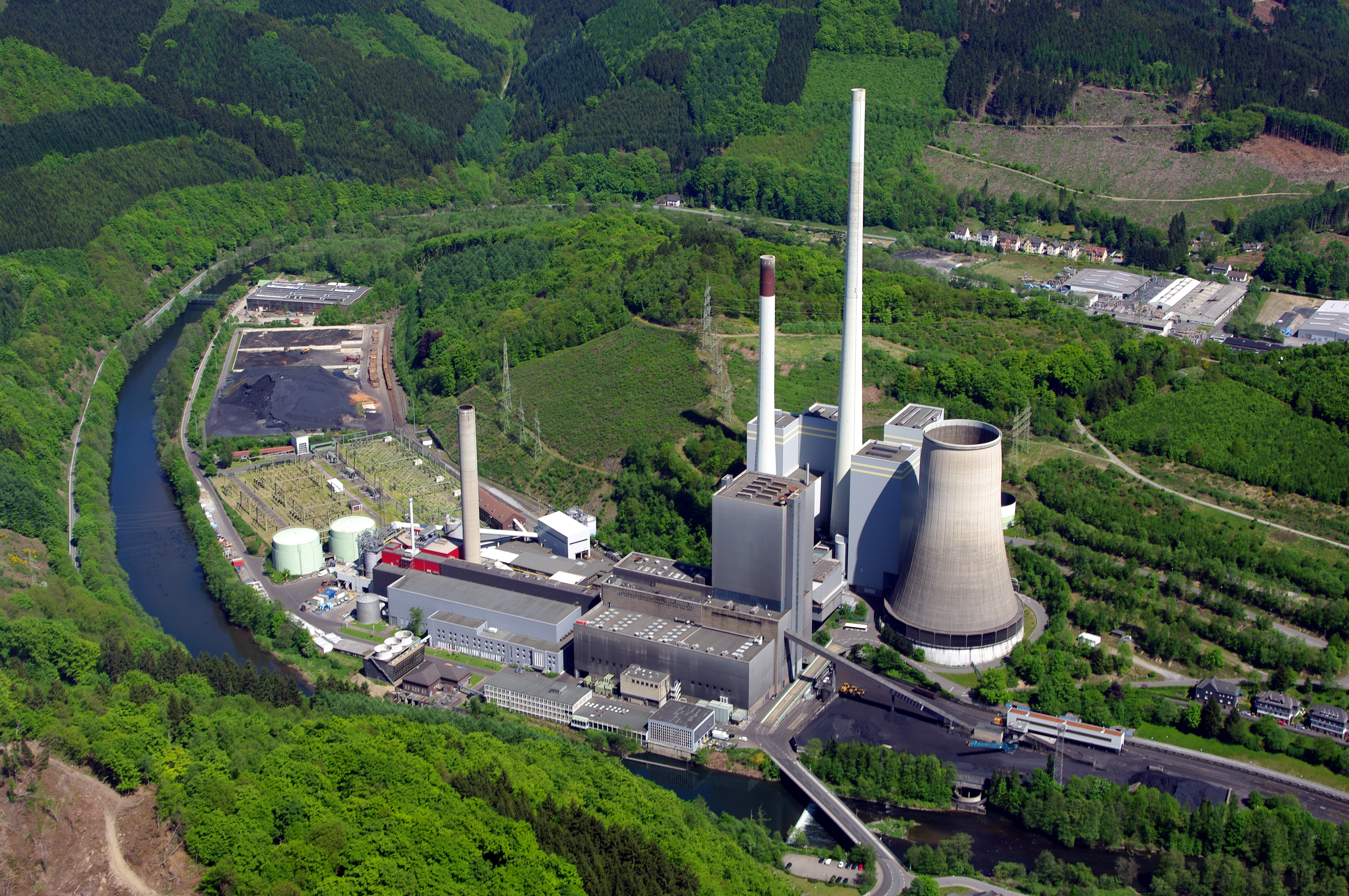
Ansicht des Kohlekraftwerkes in Werdohl-Elverlingsen

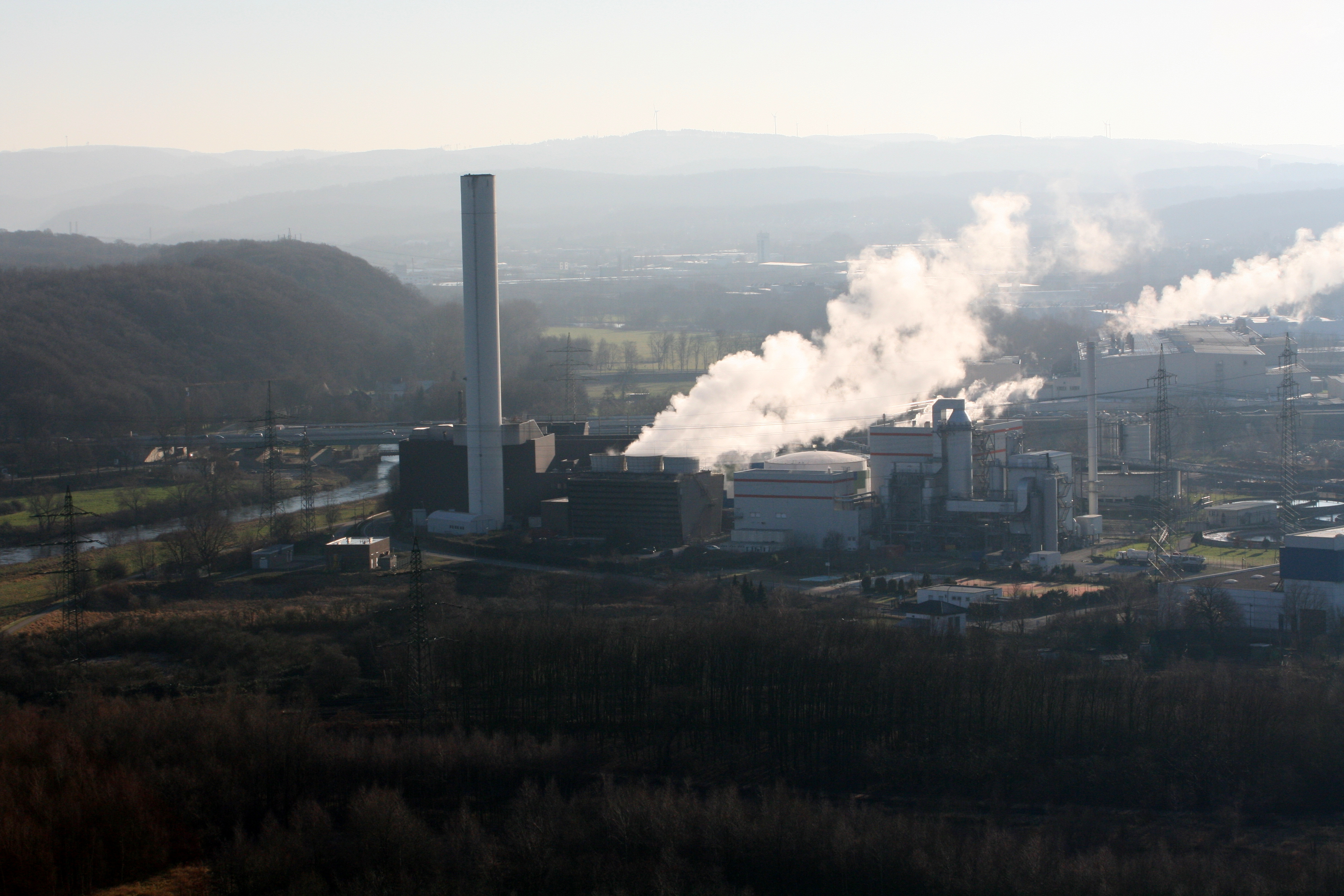
Mark-E-Kraftwerk und Papierfabrik der Stora Enso in Hagen-Kabel

Der Kraftwerksbestand der Mark-E umfasste drei GuD- und Kohlekraftwerke in
- Herdecke (Cuno-Kraftwerk), wo ein GuD-Kraftwerk errichtet wurde, das am 31. Oktober 2007 ans Netz ging (Leistung 400 MW),
- Hagen-Kabel (Heizkraftwerk Hagen-Kabel) und
- Werdohl-Elverlingsen (Kraftwerk Werdohl-Elverlingsen),

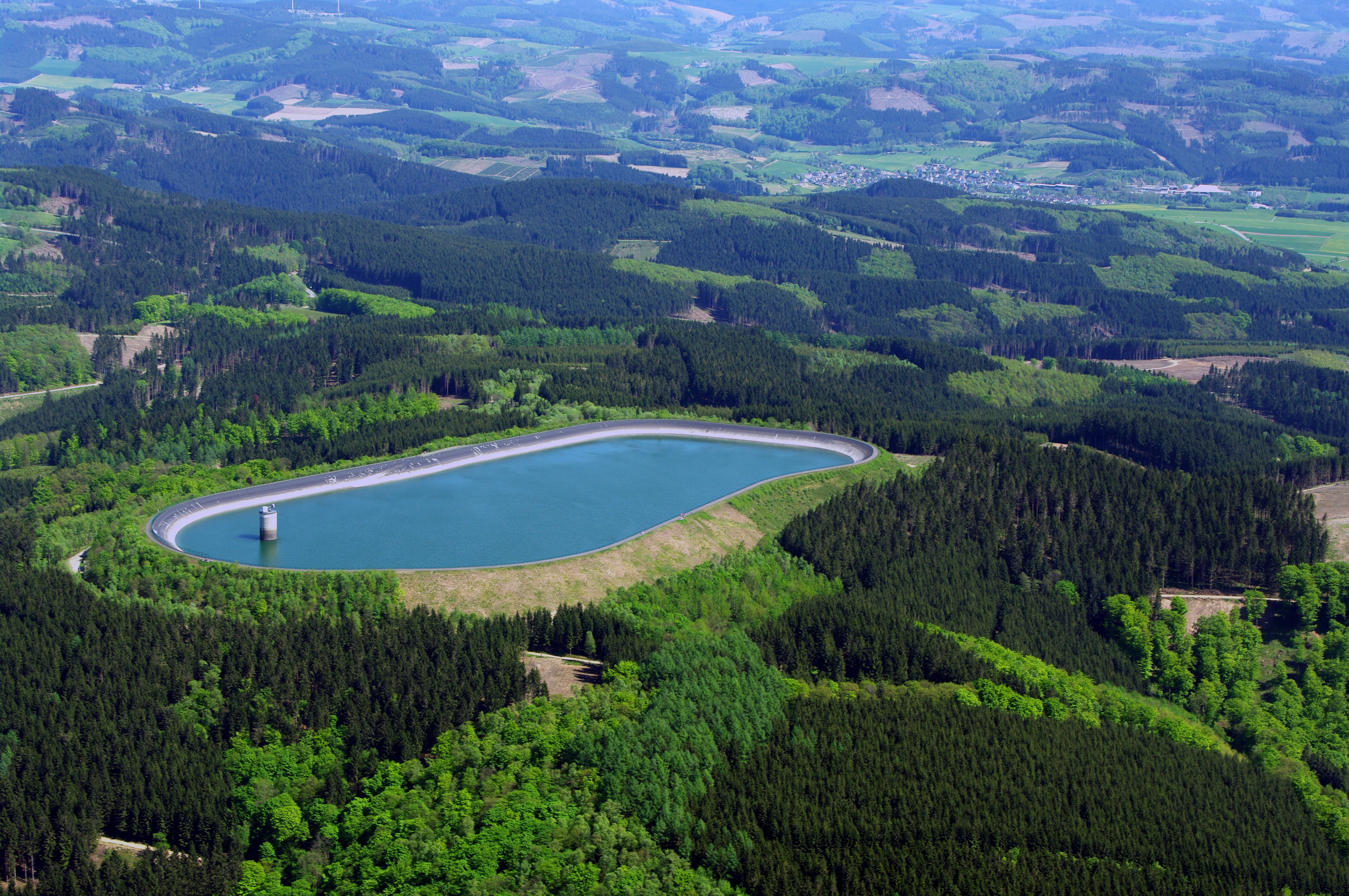
Pumpspeicherwerk Rönkhausen in Finnentrop

sowie ein Pumpspeicherkraftwerk in Finnentrop (Pumpspeicherwerk Rönkhausen). Mittlerweile hat sich das Unternehmen aber schritt- und teilweise aus der konventionellen Stromerzeugung zurückgezogen. So wurde der letzte Steinkohle-Block in Werdohl-Elverlingsen am 31. März 2018 endgültig stillgelegt. Aktuell betreibt Mark-E noch Kraftwerkskapazitäten mit einer Gesamtleistung von ca. 600 Megawatt. Das Hagener Unternehmen betreibt darüber hinaus drei Laufwasserkraftwerke an der Lenne, diverse Photovoltaikanlagen und eine Windenergieanlage.
Ende 2004 wurde außerdem in Hagen-Kabel eine Biomasse-Verstromungsanlage (BVA) fertiggestellt. Die rund 50 Millionen Euro teure Anlage entstand in Kooperation mit der eingangs erwähnten Stora Enso und verwertet unter anderem deren Holzabfälle. Die Dampfturbine erzeugt eine elektrische Leistung von 20 MW und liefert nebenbei der Stora Enso Prozessdampf für die Papierproduktion.
Insgesamt verfügte das Unternehmen damit über eine Nettoleistung von rund 1.300 MW (Stand: 2014). 2013 wurden rund 2,7 Milliarden kWh Strom aus Steinkohle, Erdgas, Biomasse, Wasserkraft und Sonnenenergie erzeugt.
2013 wurde die Stilllegung aller Kraftwerke beantragt, was jedoch aufgrund der Aufrechterhaltung der Versorgungssicherheit im regionalen Verteilnetz ursprünglich erst bis 2020 geschehen sollte.
Anfang 2015 wurde jedoch eine Lösung für eine bessere Anbindung des ENERVIE-Netzes gefunden, so dass eine Schließung ab 2016 möglich wurde.
Das Pumpspeicherkraftwerk Rönkhausen wird nach einer umfangreichen Sanierung und Kapazitätserweiterung weiterbetrieben. Das Gas- und Dampfkraftwerk in Hagen-Kabel wurde zum 31. März 2016 vollständig stillgelegt. Der Steinkohleblock E4 im Kraftwerk Elverlingsen wurde noch bis zum 31. März 2018 betrieben und anschließend endgültig stillgelegt. Das Gas- und Dampfturbinenkraftwerk Herdecke wird in Abstimmung mit dem Projektpartner Statkraft bis auf weiteres entsprechend der Marktsituation, insbesondere für Spitzenlast- und Reservezwecke, betrieben.